# 스베누
스베누(SBENU)는 대한민국의 신발 브랜드이다. 대한민국 전국에 100개의 매장을 두고 있었다. 슈즈의 S와 전설속 불멸의 새 베누의 합성어인 스베누는 영원 불멸의 신발이라는 의미를 담고 있다는 뜻을 담고있다. 한때 성공한 벤처기업이며 이스포츠 유명인사인 황효진의 성공담으로 잘 알려진 회사였다.

## 역사
2012년 신발팜이라는 인터넷 신발 쇼핑몰을 운영하다가 2014년에 스베누를 신규 설립, 대한민국 패션 신발시장에 진출하여 사업을 크게 확장하였다.
또한 CF모델까지 섭외하고 E스포츠 리그 스폰서 등 많은 협찬을 하였다.
각종 리그와 e스포츠를 후원했던 스베누 황효진 대표의 사기 피소 사태를 파헤쳤으며, 대표는 연락이 끊긴 것으로 알려졌다. 퇴사를 하거나 퇴사를 준비하는 직원들에게 밀린 월급과 퇴직금 제대로 지급이 되지 않았으며 폐업신청 및 폐업절차를 마친 가맹점들은 보증금을 받지 못한 상황이었다. 2016년 10월 7일 스베누코리아는 자사 홈페이지 공지를 통해 모든 영업을 종료한다고 밝혔다.

## CF
- AOA
- 아이유
- 송재림
- 키썸